# Hideki Yukawa
Hideki Yukawa (jap. 湯川 秀樹 Yukawa Hideki; ur. 23 stycznia 1907 w Tokio, zm. 8 września 1981 w Kioto) – japoński fizyk teoretyk, pierwszy noblista swojej narodowości.

## Życiorys
Rozpoczął pracę jako wykładowca na Uniwersytecie Kioto bezpośrednio po jego ukończeniu, w wieku 22 lat, prowadząc jednocześnie badania nad teorią cząstek elementarnych. W 1933 roku został wykładowca na Uniwersytecie Osakijskim.
W 1935 roku opublikował teorię mezonów, która wyjaśniała zasady interakcji pomiędzy protonami a neutronami i miała znaczący wpływ na rozwój badań nad cząstkami elementarnymi na Uniwersytecie Osakijskim.
W 1938 roku uzyskał stopień doktora nauk ścisłych na Uniwersytecie Osakijskim, głównie za przewidywania istnienia mezonów i teoretyczne badania natury oddziaływania jądrowego. Wyniki tych badań zadecydowały o przyznaniu mu później Nagrody Nobla w dziedzinie fizyki.
W 1940 roku został profesorem na Uniwersytecie Kioto. W tym samym roku otrzymał Imperial Prize of the Japan Academy. Trzy lata później otrzymał wysokie odznaczenie od rządu japońskiego.
W 1949 roku został profesorem na Uniwersytecie Columbia. W tym samym roku otrzymał Nagrodę Nobla w dziedzinie fizyki za przewidzenie istnienia mezonów na podstawie teoretycznej pracy dotyczącej sił jądrowych – dwa lata po odkryciu przez Cecila Powella pionów π, teoretycznie przewidzianych przez Yukawę.
W 1951 roku uhonorowano go tytułem zasłużonego dla kultury. Od 1953 roku był pierwszym przewodniczącym Research Institute for Fundamental Physics (RIFP) na Kyoto University, nazwanego jego imieniem (Yukawa Institute for Theoretical Physics, YITP) i pełnił tę funkcję w latach 1953–1970. Otrzymał doktoraty honoris causa kilku uczelni, m.in. paryskiej Sorbony. Był członkiem zagranicznym American National Academy of Sciences, American Physical Society, Royal Society w Londynie, Rosyjskiej Akademii Nauk, od której otrzymał też Złoty Medal Łomonosowa. W 1964 roku został odznaczony Orderem Zasługi RFN. W 1967 odznaczony cywilnym Pour le Mérite za Naukę i Sztukę.
W 1955 roku był jednym z sygnatariuszy Manifestu Russella-Einsteina (zob. Konferencja Pugwash w Sprawie Nauki i Problemów Światowych).
Ożenił się w 1932 roku z Sumiko. Mieli dwóch synów o imionach: Harumi i Taka’aki.